# USS Dallas (DD-199)
O USS Dallas (DD-199) foi um contra-torpedeiro norte-americano que serviu durante a Segunda Guerra Mundial.

## Condecorações
Com a eclosão da II Guerra Mundial na Europa, o Dallas foi designado  em 26 de setembro de 1939 a atuar na Frota do Atlântico como navio escolta. Ao término da Guerra, havia recebido uma citação presidencial e quatro estrelas da batalha pelos relevantes serviços prestados.